# Aviosuperficie Torraccia

i8
i11
i13
Aviosuperficie Torraccia (ICAO-Code: LIKD) ist der einzige Flugplatz in der 60,57 Quadratkilometer großen Republik San Marino. Nach deutschem Luftrecht würde man den Flugplatz als Sonderlandeplatz bezeichnen. Er ist nicht in der ICAO-Karte und auch nicht in den Jeppesen-VFR/GPS-Karten verzeichnet. Er befindet sich 6 km nordöstlich von der Hauptstadt San Marino in der Gemeinde Domagnano im Ortsteil Torraccia.

## Lage und Betrieb
Der Platz liegt knapp außerhalb der Kontrollzone Romagna CTR 1 15 Kilometer südwestlich des Flughafens von Rimini. Die Start- und Landebahn liegt auf einem Bergrücken und kann aufgrund des Profils und der angrenzenden Bebauung nur in nördlicher Richtung (RWY 34) zum Landeanflug genutzt werden. Starts erfolgen grundsätzlich in Gegenrichtung auf der RWY 16. Seit Juli 2012 steht nach Ausbau der alten 500 Meter langen Gras-Piste nun eine Bahnlänge von 650 Metern zur Verfügung. Ein weiterer Ausbau auf 950 Meter steht in der Planung und wird im Rahmen der kommunalen Bauplanung Piano Regolatore Generale Comunale (P.R.G.C.) zurzeit diskutiert.
Die Benutzung der Aviosuperfici ist durch ein spezielles Gesetz (Decreto 8 agosto 2003) geregelt. Zuständige Zivil-Luftfahrt-Behörde der Republik San Marino ist L’Autorità per l’aviazione Civile, sie hat die Regelungen der italienischen Zivilluftfahrtbehörde Ente Nazionale per l’Aviazione Civile weitgehend übernommen. Zugelassen sind Leichtflugzeuge bis 5,7 t MTOW (sogenannte Echo-Klasse), Hubschrauber und Ultraleichtflugzeuge. Der Hubschrauberlandeplatz ist wie die Rollwege und das Vorfeld im Tankstellenbereich asphaltiert.
Betreiber ist der Aero Club San Marino, der auch eine Flugschule, die Tankstelle mit Mogas und Avgas sowie ein Restaurant am Platz betreibt. PPR ist nicht zwingend vorgeschrieben. Bei An- und Abflügen muss jedoch Romagna Approach angesprochen werden, damit man CTR durchfliegen kann.

## Besonderheiten zur Benutzung
Auf Grund seiner Lage auf einem Plateau sind die Anflüge auf den Flugplatz nicht immer einfach.
Es dürfen allerdings nur solche Piloten Aviosuperfici benutzen, die:
1. Eine gültige Pilotenlizenz besitzen,
2. bereits mindestens 5 Starts und Landungen auf Aviosuperfici absolviert haben,
3. innerhalb der letzten 90 Tage mindestens 5 Starts und Landungen (egal auf welchem Flugplatz) absolviert haben.